# تپه موت‌آباد ۳
تپه موت آباد ۳ مربوط به دوره اشکانیان - دوره ساسانیان است و در شهرستان اراک، بخش مرکزی، دهستان معصومیه، روستای موت آباد واقع شده و این اثر در تاریخ ۱۸ اسفند ۱۳۸۷ با شمارهٔ ثبت ۲۵۰۳۷ به‌عنوان یکی از آثار ملی ایران به ثبت رسیده است.